# Diocophora disparifrons
Diocophora disparifrons är en tvåvingeart som beskrevs av Borgmeier 1959. Diocophora disparifrons ingår i släktet Diocophora och familjen puckelflugor. Inga underarter finns listade i Catalogue of Life.